# Antimatter (песня)
«Antimatter» — восемнадцатый сингл британского музыканта Tricky, выпущенный 23 июня 2003 года.

## Список композиций
1. «Antimatter» — 2:59
2. «Antimatter» (Ragga Remix) — 3:31
3. «Antimatter» (Jimmy & T Remix) — 2:53
4. «Antimatter» (Ollie Remix) — 5:57
5. «Antimatter» (видео) — 2:59

## Участники
- Tricky — вокал, тексты, клавишные, ударные, сведение, продюсирование
- Costanza — вокал
- Mark Twaite — гитара («Antimatter»)
- Gareth Bowen — клавишные («Antimatter»)
- Joe Zook — сведение («Antimatter»)
- Wayne Nunes — бас-гитара, гитара, клавишные («Antimatter» (Ragga Remix))
- Perry Melius — ударные («Antimatter» (Ragga Remix))
- Lickle Kings — ремикширование («Antimatter» (Ragga Remix))
- Winston T. Burris — ремикширование («Antimatter» (Jimmy & T Remix))
- Toby Clark — ремикширование, программирование («Antimatter» (Ollie Remix))
- Stephane Sednaoui — режиссёр видеоклипа